# Auto-anticorps
Un auto-anticorps est un anticorps produit par le système immunitaire et dirigé contre une ou plusieurs protéines de l'individu lui-même. De nombreuses maladies auto-immunes sont dues à la présence de ces auto-anticorps, mais la présence d'auto-anticorps n'est pas nécessairement synonyme d'une telle maladie. En 2003, on recensait plus de deux cents spécimens antigéniques différents.

## Classes
On distingue cinq grandes classes d'auto-anticorps selon leurs antigènes cibles spécifiques comme certaines molécules (ADN, ARN, RNP, SRP, phospholipides, etc.), protéines ou enzymes (synthétases, protéinases, myéloperoxydases, histones, topoisomérases, récepteurs, etc.), structures intracellulaires (cytoplasme, noyau, nucléole, centromère, etc.), tissus et organes.
Exemples d'auto-anticorps :
- ANCA : les anticorps anticytoplasme des polynucléaires neutrophiles, retrouvés dans des vascularites des petits vaisseaux notamment ;
- les anticorps antinucléaires sont dirigés contre l'ARN, l'ADN et les protéines composant les noyaux des cellules[2],[3]
- les anti-DNA double brins (natifs) retrouvés dans le lupus érythémateux disséminé ;
- les anti-TPO, retrouvés dans la thyroïdite de Hashimoto ;
- les anti-TRAK, retrouvés dans la maladie de Basedow ;
- les anticorps antiphospholipides, retrouvés dans le syndrome des antiphospholipides ;
- les anticorps anti-IgG ou antiglobulines ;
- ACPA ou anti-CCP : les anticorps anti-peptides citrullinés, retrouvés dans la polyarthrite rhumatoïde ;
- les anti-SSA/SSB, retrouvés dans le syndrome de Gougerot-Sjögren ;
- les anti-mitochondrie M2, retrouvés dans la cirrhose/cholangite biliaire primitive ;
- les anti-transglutaminases/anti-endomysium, retrouvés dans la maladie cœliaque ;
- les anti-Jo1/anti-p155, retrouvés dans la dermatomyosite ;
- les anti-centromères (anti-Scl70), retrouvés dans la sclérodermie ;
- les anti-muscules lisses avec spécificité anti-actine, retrouvés dans les hépatites auto-immunes de type I ;
- les anti-LKM1, retrouvés dans les hépatites auto-immunes de type II ;
- les anti-kératinocytes, retrouvés dans les pemphigus ;
- les anti-membrane basale, retrouvés dans les pemphigoïdes ;
- les anti-RAch, retrouvés dans la myasthénie ;
- les anti-cellules pariétale/anti-facteur intrinsèque, retrouvés dans la maladie de Biermer ;
- les anti-MBG, retrouvés dans le syndrome de Goodpasture ;
- les anti-GAD/anti-Znt8/anti-IA2, retrouvés dans le diabète de type 1 ;
- les anti-MAG, retrouvés dans les polyneuropathies sensitives démyélinisantes ;
- les anti-aquaporine 4 et anti-MOG, retrouvés dans la neuromyélite optique[4] ;